# Micranthes gageana
Micranthes gageana är en stenbräckeväxtart som först beskrevs av William Wright Smith, och fick sitt nu gällande namn av Gornall och H.Ohba. Micranthes gageana ingår i släktet rosettbräckor, och familjen stenbräckeväxter. Inga underarter finns listade i Catalogue of Life.